# Герцог Тамамес

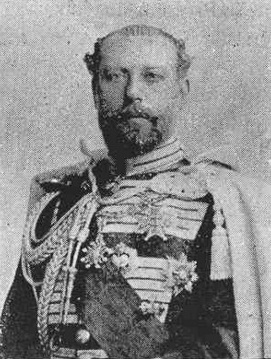
Хосе Месия-дель-Барко и Гайосо де лос Кобос, 4-й герцог де Тамамес (1853—1917)

Герцог Тамамес (duque de Tamames) — испанский аристократический титул. Он был создан 23 мая 1805 года королем Карлом IV для Антонио Марии Месия-дель-Барко и Кастро, 22-го сеньора Тамамеса и 7-го маркиза Кампольяно.
Название титула происходит от названия местности Тамамес (провинция Саламанка, автономное сообщество Кастилия и Леон), которая принадлежала семье Месия-дель-Барко.

## Герцоги де Тамамес
|                                           | Титул                                            | Период                                    |
| Креация создана королем Испании Карлом IV | Креация создана королем Испании Карлом IV        | Креация создана королем Испании Карлом IV |
| ----------------------------------------- | ------------------------------------------------ | ----------------------------------------- |
| I                                         | Антонио Мария Месия-дель-Барко и Кастро          | 1805-?                                    |
| II                                        | Хосе Мария Месия-дель-Барко и Гарро              |                                           |
| III                                       | Хосе Месия-дель-Барко и Пандо                    | ?-1868                                    |
| IV                                        | Хосе Месия-дель-Барко и Гайосо де лос Кобос      | 1868-1917                                 |
| V                                         | Хосе Мария Месия-дель-Барко и Фитц-Джеймс Стюарт | 1917-?                                    |
| VI                                        | Фернандо Месия-дель-Барко и Фитц-Джеймс Стюарт   |                                           |
| VII                                       | Хуан Мария Месия-дель-Барко и Лессерс            | ?-1970                                    |
| VIII                                      | Хосе Луис Месия и Фигероа                        | -                                         |

## История герцогов Тамамес
- Антонио Мария Месия-дель-Барко и Кастро, 1-й герцог Тамамес (крещён 9 мая 1761—26 ноября 1804), 22-й сеньор Тамамес, 7-й маркиз Кампольяно. Ему наследовал его сын:
- Хосе Мария Месия-дель-Барко и Гарро, 2-й герцог Тамамес (крещён 16 октября 1786), 8-й маркиз Кампольяно. Он женился на Марии де ла Консепсьон Пандо и Фернандес де Пинедо, дочери Франсиско де Паула Пандо Авила и Давила, 3-го графа Вильяпатерна, 1-го маркиза де Мирафлорес. Ему наследовал его сын:
- Хосе Месия-дель-Барко и Пандо, 3-й герцог де Тамамес (12 мая 1819—14 мая 1868), 9-й маркиз Кампольяно. Первым браком был женат на Марии Мира де Керальт и Букарели, а вторым — на Анхеле Гайосо и Кобос. Ему наследовал его сын от второго брака:
- Хосе Месия-дель-Барко и Гайосо и Кобос, 4-й герцог Тамамес (16 мая 1853—18 мая 1917), 10-й маркиз Кампольяно. Женат на Марии Асунсьон Фитц-Джеймс Стюарт и Палафокс, 1-й герцогине де Галистео. Ему наследовал его сын:
- Хосе Мария Месия-дель-Барко и Фитц-Джеймс Стюарт, 5-й герцог Тамамес (род. 1 октября 1879), 2-й герцог де Галистео, 21-й маркиз де Ла-Баньеса, 11-й маркиз Кампольяно, 21-й виконт де Паласьос-де-ла-Вальдуэрна. Бездетен. Ему наследовал его младший брат:
- Фернандо Месия-дель-Барко и Фитц-Джеймс Стюарт, 6-й герцог Тамамес (род. 22 октября 1881), 3-й герцог де Галистео, 12-й граф де Мора, 22-й виконт де Паласьос-де-ла-Вальдуэрна. Женился на Марии Соланж де Лессепс. Ему наследовал его сын:
- Хуан Мария Месия-дель-Барко и Лессепс, 7-й герцог Тамамес (18 апреля 1917—13 апреля 1970), 4-й герцог Галистео, маркиз де Ла-Баньеса, маркиз Кампольяно, 13-й граф де Мора, 23-й виконт де Паласьос-де-ла-Вальдуэрна. Первым браком был женат на Изабель де Фигероа и Перес де Гусман-Эль-Буэно, а вторым — на Марте Карриль и Альдао (Тита Тамамес). Ему наследовал его сын от первого брака:
- Хосе Луис Месия и Фигероа, 8-й герцог Тамамес (21 июня 1941—27 января 2018), 5-й герцог де Галистео, 11-й маркиз де Санта-Марта, 14-й граф де Мора. Был женат на Марии де Лос-Анхелес де Медина и Сориано.